# NGC 2288
NGC 2288 je galaksija u zviježđu Blizancima.

## Vanjske poveznice
- SEDS: NGC 2288